# 高度妍
高度妍（韓語：고도연，2012年10月09日—），另譯作高道研，是一名韓國兒童女演員。

## 演藝經歷
2018年在電視劇《雞龍仙女傳》初次亮相。
2020年的電視劇《怪咖！文主廚》中的金雪雅一角及2021年《海岸村恰恰恰》中的崔寶拉一角，都有亮眼出色的演出。

## 演出作品

### 電視劇
| 年份   | 電視台    | 劇名                     | 角色   | 備註                                         |
| 2018年 | tvN       | 《雞龍仙女傳》           | 占順   | 占順童年。                                   |
| 2019年 | OCN       | 《Kill It》              | 孫女   |                                              |
| 2020年 | tvN       | 《機智醫生生活》         | 智妍   | 第12集7歲腹部鈍器傷的女童患者。              |
| 2020年 | Channel A | 《怪咖！文主廚》         | 金雪雅 | 跑來指認文主廚是爸爸的7歲小女孩。            |
| 2020年 | tvN       | 《雖然是精神病但沒關係》 | 劉宣海 | 第13集解離性身分疾患患者童年。               |
| 2021年 | tvN       | 《海岸村恰恰恰》         | 崔寶拉 | 崔金哲和咸允景的女兒，金髮愛唱歌的女孩。     |
| 2021年 | tvN       | 《智異山》               | 東海   | 第4、7、8集日萬的女兒。                      |
| 2023年 | tvN       | 《九尾狐傳1938》         | 權敏書 | 第6、7集萇山虎的詛咒之路裡的韓服桃紅裙女孩。 |
| 2023年 | Netflix   | 《愛你的凱蒂》           | 寶拉   | Dae的妹妹                                    |
| 2023年 | Netflix   | 今生也請多指教           | 金愛影 | 金愛景的童年                                 |

## 外部連結
- 高度妍的Instagram帳戶